# Дубки (Одесская область)
Дубки (укр. Дубки) — село, относится к Савранскому району Одесской области Украины.
Население по переписи 2001 года составляло 85 человек. Почтовый индекс — 66233. Телефонный код — 4865. Занимает площадь 0,27 км². Код КОАТУУ — 5124381503.